# Santarcangelo di Romagna
Santarcangelo di Romagna ist eine italienische Gemeinde mit 22.228 Einwohnern (Stand 31. Dezember 2023) in der Provinz Rimini in der Region Emilia-Romagna.

## Geographie
Die Gemeinde ist etwa zehn Kilometer westlich von Rimini und entlang der Via Emilia gelegen.
Ortsteile von Santarcangelo di Romagna sind Canonica, La Giola, Montalbano, San Martino dei Mulini, San Michele und Sant’Ermete. Im namensgebenden Hauptort leben etwa 10.950 Einwohner.

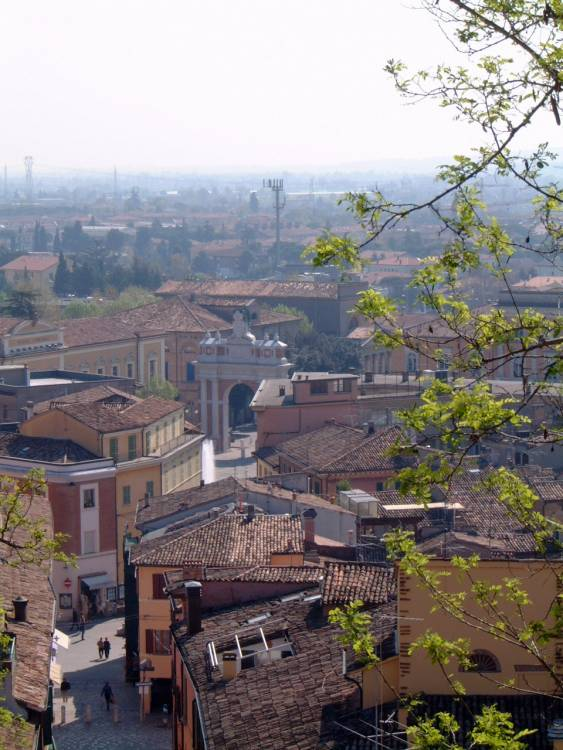
Blick von der erhöht liegenden Altstadt von Santarcangelo di Romagna hinunter in die Po-Ebene. In der Bildmitte ist der Torbogen Arco di Papa Clemente aus dem 18. Jahrhundert zu erkennen, der dem aus Santarcangelo stammenden Papst Clemens XIV. gewidmet ist.

Santarcangelo di Romagna grenzt an die Gemeinden Borghi (FC), Longiano (FC), Poggio Torriana, Rimini, San Mauro Pascoli (FC), Savignano sul Rubicone (FC) und Verucchio.

## Kultur
Seit 1971 findet alljährlich auf den Straßen und Plätzen von Santarcangelo di Romagna das Internationale Theater-Festival in Piazza, auch Santarcangelo dei Teatri genannt, statt.

## Söhne und Töchter der Gemeinde
- Giovanni Vincenzo Antonio Ganganelli (1705–1774), als Clemens XIV., Papst von 1769 bis 1774
- Augusto Campana (1906–1995), italienischer Bibliothekar, Philologe, Historiker und Akademiker
- Guido Cagnacci (1601–1663), italienischer Maler des Barock
- Tonino Guerra (1920–2012), Lyriker und Drehbuchautor
- Alfio Vandi (* 1955), Radrennfahrer
- Mimma Zavoli (* 1963), san-marinesische Politikerin